# زهرة الأهوار الصغرى
زهرة الأهوار الصغرى (الاسم العلمي:Nymphoides minima) هي نوع من النباتات تتبع جنس زهرة الأهوار من الفصيلة الإطريفلية.